# Stefano Passeri
Stefano Passeri   (Brescia, 6 d'abril de 1966) és un pilot d'enduro italià de renom internacional. Protagonista d'una llarga carrera esportiva, va ser quatre vegades Campió d'Europa (dues de l'antic campionat de la FIM previ a la instauració del mundial i dues més del nou campionat EEC, instaurat per la UEM el 1992) i va formar part de l'equip italià que va guanyar tres Trofeus i un Trofeu Júnior als Sis Dies Internacionals d'Enduro (ISDE). També va guanyar onze campionats d'Itàlia d'enduro i nombroses proves de prestigi, entre elles el Rund um Zschopau i l'ErzbergRodeo.
Apassionat de l'enduro de ben jove, Passeri va començar a competir a només tretze anys, tot i que inicialment ho va haver de fer en motocròs pel fet de no tenir l'edat legal per a poder circular per carretera. Entre el 1980 i el 2002 va formar part dels equips oficials d'enduro d'Accossato, AIM, Aprilia, Gas Gas, Husqvarna, Kawasaki, KTM, Sherco i Yamaha. Des d'aleshores ha seguir competint força anys més com a pilot privat. El 2019, després de 40 anys de carrera, va formar part de l'equip italià de veterans (al costat de Giovanni Sala i Mario Rinaldi) que va guanyar el Vintage Trophy als ISDE de Portimão (Portugal).
Des del 2020, Stefano Passeri competeix en proves d'enduro ciclista per a bicicletes elèctriques (E-Bike) amb gran èxit: n'ha guanyat quatre campionats d'Itàlia, una Copa del món i un campionat del món.

## Palmarès

### Enduro
- 2 Campionats d'Europa d'enduro FIM 80cc 2T (1985-1986)
- 2 Campionats d'Europa d'enduro UEM 250cc 2T (2002-2003)
- 5 Victòries per equips als ISDE: 
  - 3 Victòries al Trofeu (1989, 1992, 1997)
  - 1 Victòria al Trofeu Júnior (1986)
  - 1 Victòria al Trofeu Vintage (2019)
- 11 Campionats d'Itàlia d'enduro (1986-2003)

### E-Bike
- 2 campionats FMI E-Bike Enduro Over 35 (2020-2021)
- 2 campionats FMI E-Bike Enduro Over 50 (2020-2021)
- 1 Copa del món FIM (2021)
- 1 Campionat del món E-EWS 100 Over 50 (2021)